# 班尼·約翰遜 (專欄作家)
班尼佛·「班尼」·約翰遜（英語：Beneful "Benny" Johnson，1987年5月27日—）是一名美國政治專欄作家，目前擔任保守派組織Turning Point USA的創意長。約翰遜最初作為BuzzFeed的職員作家而嶄露頭角，直到他因为被检查到其发表的500多篇帖子中，有41个从其他网站逐字复制的句子或短语实例。
約翰遜目前是Newsmax電視台《班尼報告》（The Benny Report）的主持人。約翰遜也受僱於《The Daily Caller》。

## 早期生活和教育
約翰遜在愛荷華州錫達拉皮茲出生及長大，於2009年獲得愛荷華大學發展心理學學士學位。

## 職業生涯

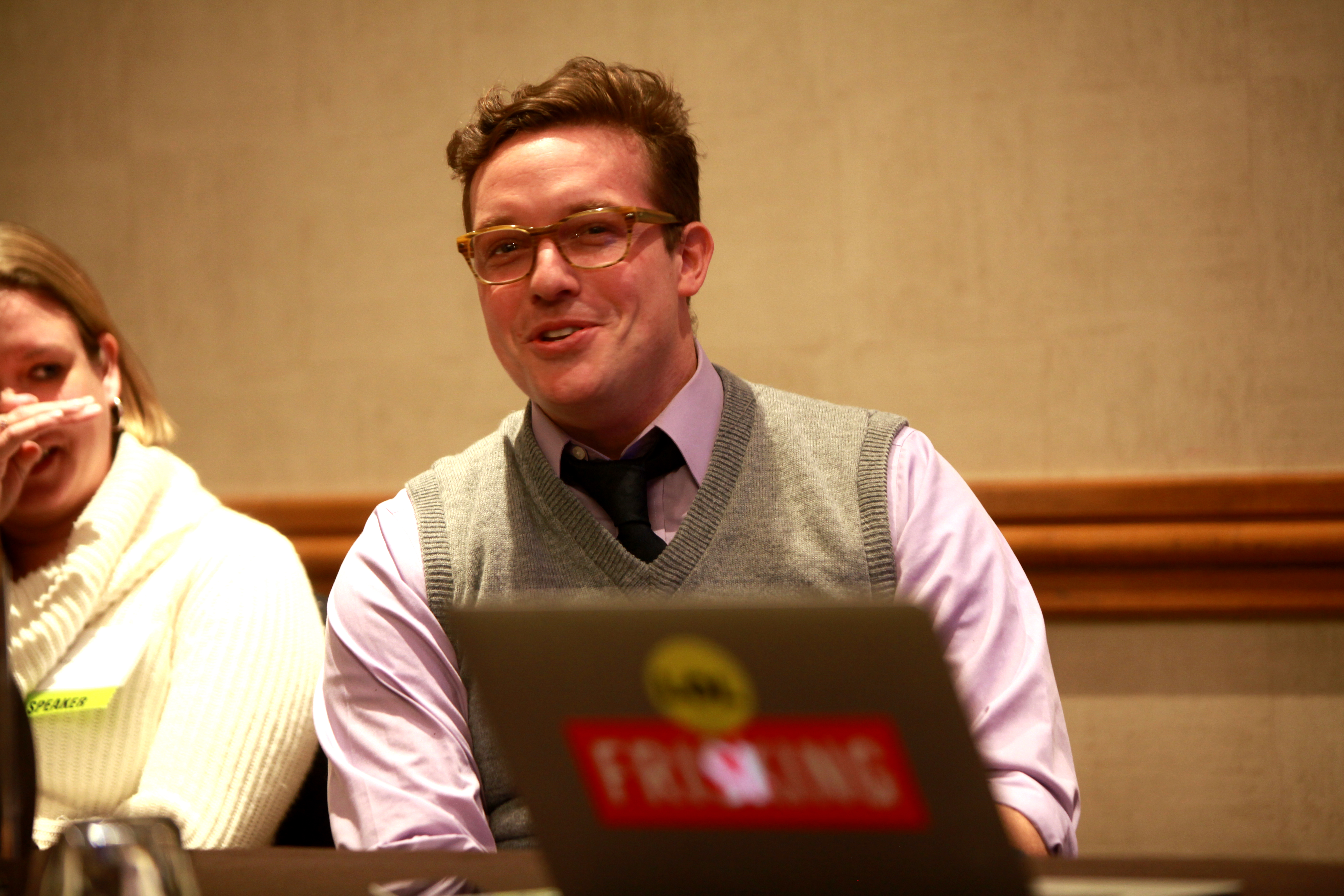
班尼·約翰遜在華盛頓特區舉行的2014年國際學生爭取自由會議（ISFLC）上發表演說。

2010年，約翰遜開始為輿論網站布萊巴特新聞網提供意見稿。2011年，他被聘為格林·貝克的《烈焰傳媒（》保守派媒體網站）的全職工作人員。2012年，約翰遜成為BuzzFeed的一名職員作家。
2014年7月，BuzzFeed發現約翰遜的文章中有41處抄襲，幾乎佔他作品的百分之十。他隨後被BuzzFeed解僱，並為抄襲行為道歉。幾週後，他成為《國家評論》的數位主管。
2015年，在被《國家評論》聘用幾個月後，他成為《獨立期刊評論》的（IJR）創意內容貢獻者。同年，IJR的員工指責約翰遜剽竊一篇關於當時眾議院共和黨會議主席凱西·麥克莫里斯·羅傑斯的文章。2017年底，約翰遜寫了一篇文章，其中包含他認為是波士頓反法西斯組織推特帳號的最有爭議的推文。這是一個假帳號，旨在嘲弄反法西斯。最初加入了一個編輯說明，後來文章被刪除。
2017年，約翰遜參與了一篇文章，聲稱德瑞克·華生法官部分阻止第13780號行政命令與前總統巴拉克·歐巴馬訪問夏威夷有關，因此被IJR停職。約翰遜曾被警告說IJR有可能在宣傳陰謀論，但他還是指派了這篇報導。同年，約翰遜因違反IJR的公司道德規範而被降職；《商業內幕》報導稱，約翰遜曾因其管理風格而辱罵和驅趕眾多員工離開IJR。約翰遜和IJR的關係在2017年10月被終止。
約翰遜於2017年11月加入《The Daily Caller》。

## 外部連結
- 维基共享资源上的相關多媒體資源：班尼·約翰遜